# Filzmoos (Gemeinde Sankt Jakob im Walde)
Filzmoos ist eine Ortschaft und eine Katastralgemeinde der Gemeinde Sankt Jakob im Walde im Bezirk Hartberg-Fürstenfeld in Steiermark. Die Ortschaft hat 213 Einwohner (Stand 1. Jänner 2024).

## Geografie
Die Ortschaft liegt westlich von Sankt Jakob und erstreckt sich bis nach Ratten. Sie besteht aus den Siedlungen Bromegg, Filzmoos-Siedlung (860 m ü. A.) und Klause, der Streusiedlung Filzmoos-Abseite (950 m ü. A.) sowie mehreren Einzellagen. Am 1. April 2020 umfasste Filzmoos 99 Adressen.

## Siedlungsentwicklung
Zum Jahreswechsel 1979/1980 befanden sich in der Katastralgemeinde Filzmoos insgesamt 95 Bauflächen mit 19.083 m² und 50 Gärten auf 32.765 m², 1989/1990 gab es 102 Bauflächen. 1999/2000 war die Zahl der Bauflächen auf 208 angewachsen und 2009/2010 bestanden 130 Gebäude auf 215 Bauflächen.

## Geschichte
Laut Adressbuch von Österreich waren im Jahr 1938 in Filzmoos zwei Gastwirte, ein Glaser, zwei Sägewerke, ein Schneider, eine Schneiderin, ein Sichelerzeuger, zwei Tischler, ein Wagner und mehrere Landwirte ansässig.

## Bodennutzung
Die Katastralgemeinde ist land- und forstwirtschaftlich geprägt. 210 Hektar wurden zum Jahreswechsel 1979/1980 landwirtschaftlich genutzt und 635 Hektar waren forstwirtschaftlich geführte Waldflächen. 1999/2000 wurde auf 155 Hektar Landwirtschaft betrieben und 673 Hektar waren als forstwirtschaftlich genutzte Flächen ausgewiesen. Ende 2018 waren 140 Hektar als landwirtschaftliche Flächen genutzt und Forstwirtschaft wurde auf 669 Hektar betrieben. Die durchschnittliche Bodenklimazahl von Filzmoos beträgt 17,3 (Stand 2010).

## Persönlichkeiten
- Appollonia Murowatz (1919–2016), Politikerin und Abgeordnete zum Nationalrat